# Brockbach
Der Brockbach ist ein 1,2 Kilometer langer rechter Zufluss des Edelbachs im Flusssystem der Werse in Münster/Westfalen. 

## Verlauf
Der kleine Bachlauf beginnt mit einem Graben an der Straße Im Sundern zwischen Mariendorf und Sudmühle. Der Bach fließt in nordöstliche Richtungen, unterquert die Sudmühlenstraße und verläuft danach in einem bewaldeten Bachtal. Er mündet südwestlich von Haus Havichhorst in den Edelbach, welcher 0,76 Kilometer bachabwärts in die Werse einfließt. 

## Naturschutz
Das Bachtal im unteren Bereich des Brockbachs ist Teil des geschützten Landschaftsbestandteils „Edelbach“, welcher der Erhaltung der Landschaftsmorphologie und des naturnahen Gewässerverlaufs mit zahlreichen Hangquellen und ihrem wertvollen Artenbestand dient.